# 1983-as Formula–1 kanadai nagydíj
A kanadai nagydíj volt az 1983-as Formula–1 világbajnokság nyolcadik futama.

## Futam
| Helyezés | #  | Versenyző                    | Csapat/Motor      | Körök | Idő/Kiesés oka | Rajthely | Pontszám |
| -------- | -- | ---------------------------- | ----------------- | ----- | -------------- | -------- | -------- |
| 1        | 28 | René Arnoux                  | Ferrari           | 70    | 1:48:31,838    | 1        | 9        |
| 2        | 16 | Eddie Cheever                | Renault           | 70    | + 42,029       | 6        | 6        |
| 3        | 27 | Patrick Tambay               | Ferrari           | 70    | + 52,610       | 4        | 4        |
| 4        | 1  | Keke Rosberg                 | Williams-Ford     | 70    | + 1:17,048     | 9        | 3        |
| 5        | 15 | Alain Prost                  | Renault           | 69    | + 1 kör        | 2        | 2        |
| 6        | 7  | John Watson                  | McLaren-Ford      | 69    | + 1 kör        | 20       | 1        |
| 7        | 30 | Thierry Boutsen              | Arrows-Ford       | 69    | + 1 kör        | 15       |          |
| 8        | 3  | Michele Alboreto             | Tyrrell-Ford      | 68    | + 2 kör        | 17       |          |
| 9        | 9  | Manfred Winkelhock           | ATS-BMW           | 67    | + 3 kör        | 7        |          |
| 10       | 23 | Mauro Baldi                  | Alfa Romeo        | 67    | + 3 kör        | 26       |          |
| Kizárva  | 4  | Danny Sullivan               | Tyrrell-Ford      | 68    | Kizárva        | 22       |          |
| Kiesett  | 6  | Riccardo Patrese             | Brabham-BMW       | 56    | Váltó          | 5        |          |
| Kiesett  | 35 | Derek Warwick                | Toleman-Hart      | 47    | Turbó          | 12       |          |
| Kiesett  | 36 | Bruno Giacomelli             | Toleman-Hart      | 43    | Motorhiba      | 10       |          |
| Kiesett  | 12 | Nigel Mansell                | Lotus-Ford        | 43    | Meghajtás      | 18       |          |
| Kiesett  | 22 | Andrea de Cesaris            | Alfa Romeo        | 42    | Motorhiba      | 8        |          |
| Kiesett  | 2  | Jacques Laffite              | Williams-Ford     | 37    | Váltó          | 13       |          |
| Kiesett  | 26 | Raul Boesel                  | Ligier-Ford       | 32    | Féltengely     | 24       |          |
| Kiesett  | 33 | Roberto Guerrero             | Theodore-Ford     | 27    | Motorhiba      | 21       |          |
| Kiesett  | 31 | Corrado Fabi                 | Osella-Ford       | 26    | Motorhiba      | 25       |          |
| Kiesett  | 34 | Johnny Cecotto               | Theodore-Ford     | 17    | Differenciálmű | 23       |          |
| Kiesett  | 5  | Nelson Piquet                | Brabham-BMW       | 15    | Karburátor     | 3        |          |
| Kiesett  | 8  | Niki Lauda                   | McLaren-Ford      | 11    | Kicsúszás      | 19       |          |
| Kiesett  | 11 | Elio de Angelis              | Lotus-Renault     | 1     | Karburátor     | 11       |          |
| Kiesett  | 29 | Marc Surer                   | Arrows-Ford       | 14    | Erőátvitel     | 14       |          |
| Kiesett  | 25 | Jean-Pierre Jarier           | Ligier-Ford       | 0     | Váltó          | 16       |          |
| NK       | 17 | Jacques Villeneuve (idősebb) | RAM-Ford          |       |                |          |          |
| NK       | 32 | Piercarlo Ghinzani           | Osella-Alfa Romeo |       |                |          |          |

## A világbajnokság élmezőnyének állása a verseny után
| H  | Versenyzők     | Pont | H  | Konstruktőrök | Pont |
| -- | -------------- | ---- | -- | ------------- | ---- |
| 1. | Alain Prost    | 30   | 1. | Renault       | 44   |
| 2. | Nelson Piquet  | 27   | 2. | Ferrari       | 44   |
| 3. | Patrick Tambay | 27   | 3. | Williams-Ford | 35   |
| 4. | Keke Rosberg   | 25   | 4. | Brabham-BMW   | 27   |
| 5. | René Arnoux    | 17   | 5. | McLaren-Ford  | 26   |

## Statisztikák
Vezető helyen:
- René Arnoux: 66 (1-34 / 39-70)
- Riccardo Patrese: 3 (35-37)
- Patrick Tambay: 1 (38)

René Arnoux 5. győzelme, 17. pole-pozíciója, Patrick Tambay 1. leggyorsabb köre.
- Ferrari 86. győzelme.